# Spaceman (canção)
"Spaceman" é uma canção do cantor estadunidense Nick Jonas,  gravada para seu quarto álbum de estúdio Spaceman (2021). Foi escrita por Nick Jonas, Greg Kurstin e Maureen McDonald, com a produção sendo realizada por Greg Kurstin. Foi lançada através da Island Records em 25 de fevereiro de 2021 como primeiro single do álbum.

## Antecedentes
Jonas deu primeiro dicas sobre seu próximo lançamento em suas redes sociais no início de fevereiro de 2021. Em 20 de fevereiro de 2021, foi anunciado que ele iria aparecer no Saturday Night Live em 27 de fevereiro para apresentar seu novo single. O cantor oficialmente começou a era em 25 de fevereiro, lançando o primeiro single "Spaceman", com letras que fazem referência a Pandemia de COVID-19. Quando foi perguntado sobre o título durante uma entrevista com Zane Lowe, ele explicou, "A chave para mim era tentar encontrar uma maneira de dar a esta ideia uma personalidade, dar-lhe um nome. Então 'Spaceman' meio que veio à minha mente como eu estava pensando, 'Qual é a única coisa que todos nós sentimos durante este tempo? Completamente desligado do mundo".

## Apresentações ao vivo
Nick apresentou "Spaceman" junto com "This Is Heaven" ao vivo pela primeira vez no Saturday Night Live em 27 de fevereiro de 2021.

## Posições nas tabelas musicais
| Tabela musical (2021)              | Melhor posição |
| ---------------------------------- | -------------- |
| Nova Zelândia (Hot Singles — RMNZ) | 14             |
| Países Baixos (Dutch Tip 40)       | 24             |

## Histórico de lançamento
| Região | Data                    | Formato(s)                 | Gravadora | Ref.   |
| ------ | ----------------------- | -------------------------- | --------- | ------ |
| Várias | 25 de fevereiro de 2021 | Download digital streaming | Island    | [ 12 ] |